# آنتونی والونگوا
آنتونی والونگوا (انگلیسی: Anthony Walongwa؛ زادهٔ ۱۵ اکتبر ۱۹۹۳) بازیکن فوتبال اهل جمهوری دموکراتیک کنگو است.
از باشگاه‌هایی که در آن بازی کرده‌است می‌توان به باشگاه فوتبال نانت اشاره کرد.
وی همچنین در تیم ملی فوتبال DR Congo U20 بازی کرده‌است.